# ATASCII
El conjunto de caracteres ATASCII, de ATARI Standard Code for Information Interchange (Código Estándar para el Intercambio de Información), o alternativamente ATARI ASCII, es la variación del ASCII que se usa en los microcomputadores de la Familia Atari de 8 bits. Los primeros de esta familia fueron el Atari 400 y el 800, puestos a la venta en 1979, a los que siguieron modelos que fueron lanzados durante los años 1980. El último de los computadores Atari de 8 bits, y por lo tanto el último de los computadores que usó el conjunto de caracteres ATASCII, fue el XEGS (forma abreviada de "XL Extended Gaming System" - "Sistema de Juegos XL Expandido") que fuera lanzado en 1989.
Al igual que la mayoría de los ASCII no estándares, el ATASCII tiene su propio grupo de símbolos gráficos especiales (flechas, bloques, círculos, segmentos de línea, conjuntos de símbolos de juegos de cartas, etc.) que corresponden a las ubicaciones de los caracteres de control de la tabla estándar de ASCII (caracteres 0–31, decimal), más algunas otros símbolos de caracteres.

A diferencia de muchas otras implementaciones alternativas de ASCII, ATASCII tenía un conjunto de sólo 128 caracteres. Si el bit más significativo estaba puesto, (es decir, si el valor del byte del carácter estaba entre 128 y 255, decimal) entonces generalmente el carácter desplegado era representado en vídeo inverso (también llamado "vídeo reverso" por algunos), usando la negación de bits {en inglés: "bitwise negation"} de ese carácter. Las dos excepciones a esta regla eran que un carácter de escape (ATASCII 27, decimal) con su bit más significativo puesto se convertía en un carácter de fin de línea o nueva línea {del inglés: "EOL" o "End of Line"} (ATASCII 155, decimal), y el carácter limpia pantalla (ATASCII 125, decimal) con su bit más significativo puesto en 1 pasaba a ser el carácter de campana o chicharra {del inglés: "bell" o "buzzer"} (ATASCII 253, decimal).
La diferencia más notable entre ASCII estándar y ATASCII es el uso de caracteres de control. En ASCII estándar, un carácter con sus tres bits más significativos puestos en cero (es decir, un byte con un valor menor a 32) constituye una orden, para el movimiento del cursor, limpieza de la pantalla, nueva línea, y funciones similares. ATASCII usa los códigos desde ATASCII 0 hasta ATASCII 31 (decimal) exclusivamente para gráficos simples, utilizando otros códigos para las instrucciones del cursor.
Esto causaba problemas en las comunicaciones por módem entre los Atari y otros computadores, ya que las órdenes para el cursor (incluso los saltos de carro y los avances o saltos de línea) procedentes del otro computador podría interpretarse como basura en el lado del Atari y viceversa. Los programas de terminal podían necesitar la conversión entre ATASCII y ASCII estándar. Sin embargo, algunos BBS basados en Atari, aprovechaban esta diferencia pidiendo al usuario que presionara la tecla Return. Si el código recibido era ASCII 13, se podía usar el ASCII estándar. En cambio, si el BBS recibía un ATASCII 155, decimal, se podía cambiar al modo ATASCII, lo que permitía el uso completo del juego de caracteres gráficos ATASCII. Algunos de los BBS de Atari también podían bloquear algunas características (incluso impedir completamente el acceso) a quienes no usaban Atari.

## Animaciones ATASCII
Gracias a que el juego de caracteres contenía varias formas gráficas, asociado al hecho que ciertos caracteres representaban movimientos del cursor, limpieza de pantalla, operaciones de inserción y borrado, y que eran interpretados sin cambios por los programas de comunicaciones de Atari, fue posible crear animaciones simples.
Estas animaciones, conocidas también como películas a pausas {en inglés: break movies} o Ataritoons, a menudo tomaron la forma de historietas cortas y eran una característica popular de los BBS de Atari.
Como las operaciones de control sobre el cursor eran representadas por un solo carácter (a diferencia de las secuencias de escape de multi-bytes que eran comunes en otros esquemas, como ANSI o el emulador de terminal VT100, también era muy fácil crear estas animaciones. Podían crearse con un pequeño programa en BASIC que capturara las órdenes de teclado, los presentara en la pantalla y los almacenara en un fichero de disco. Como un programa tan simple no tiene capacidades de edición, frecuentemente las animaciones ATASCII tenían errores que se podían corregir fácilmente reposicionando el cursor e imprimiendo sobre el error.
Todavía existen BBS {del inglés: Bulletin Board System} en los cuales se puede ver ATASCII funcionando:
- The Boot Factory - (tiene 2 alias, pero es el mismo)
  - telnet://bfbbs.no-ip.com
  - telnet://bfbbs.dtdns.net

- Inside The 8-bit - (2 enlaces)
  - telnet://TCPIPExpress.dyndns.org:8888
  - telnet://TCPIPExpress.dyndns.org:8889

- MouseNet BBS
  - telnet://atari-bbs.kicks-ass.net

- Closer to Home BBS - (Este BBS tiene un directorio "Break Movie")
  - telnet://cth.dtdns.net

Los usuarios de computadores Atari de 8 bits pueden establecer conexiones telnet mediante el programa Bobterm para ver los gráficos ATASCII. En computadores con Windows 95/NT/Vista, se puede usar el ATS 2.0 {del inglés: Atari Terminal Simulator} para ver estos gráficos. (ver enlaces externos)